# BMW M4
BMW M4 – model auta sportowego marki BMW serii 4 produkowany od 2014 roku, następca modelu E92 BMW M3. Od 2021 roku produkowana jest druga generacja modelu.

## Pierwsza generacja

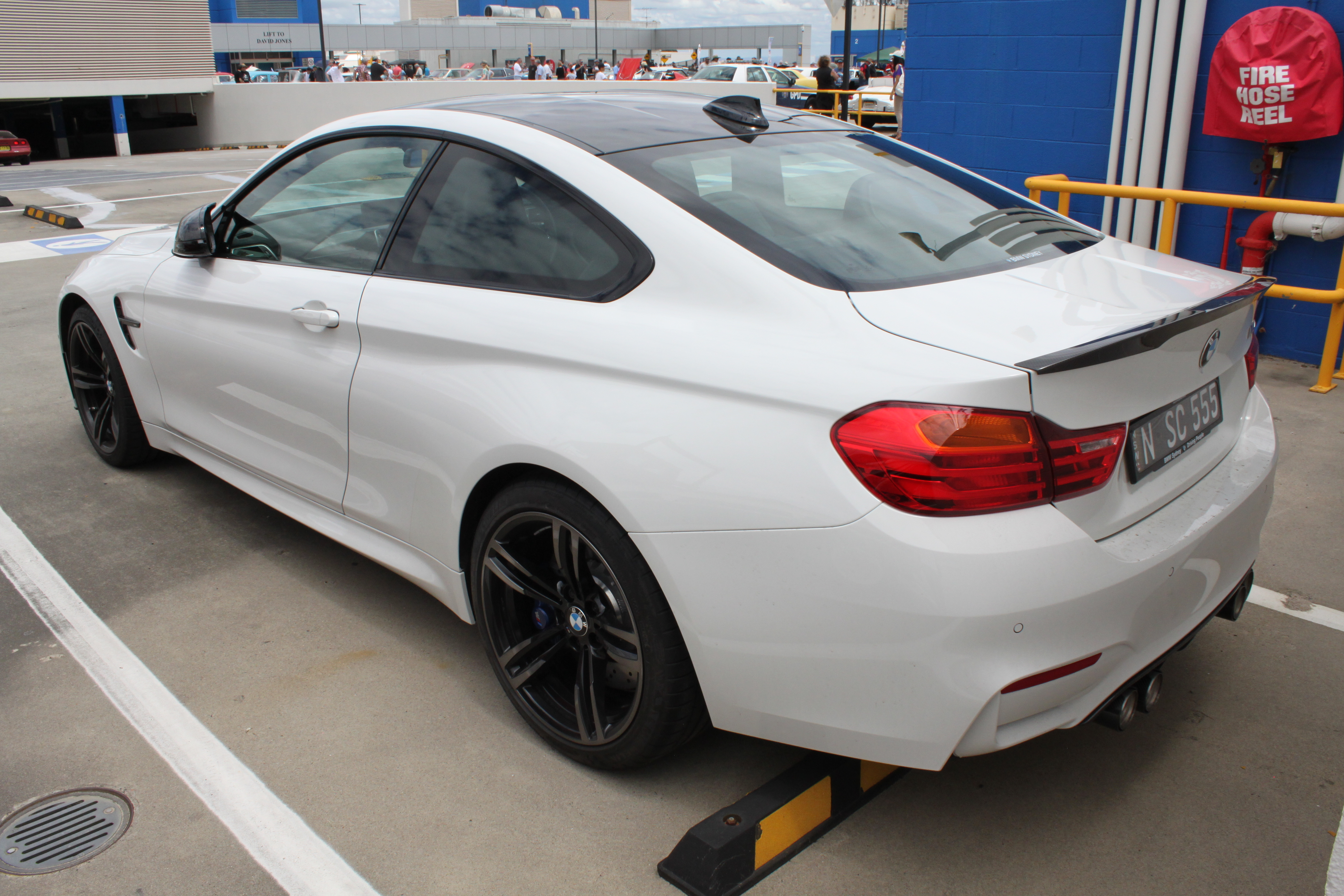
BMW M4 I - tył

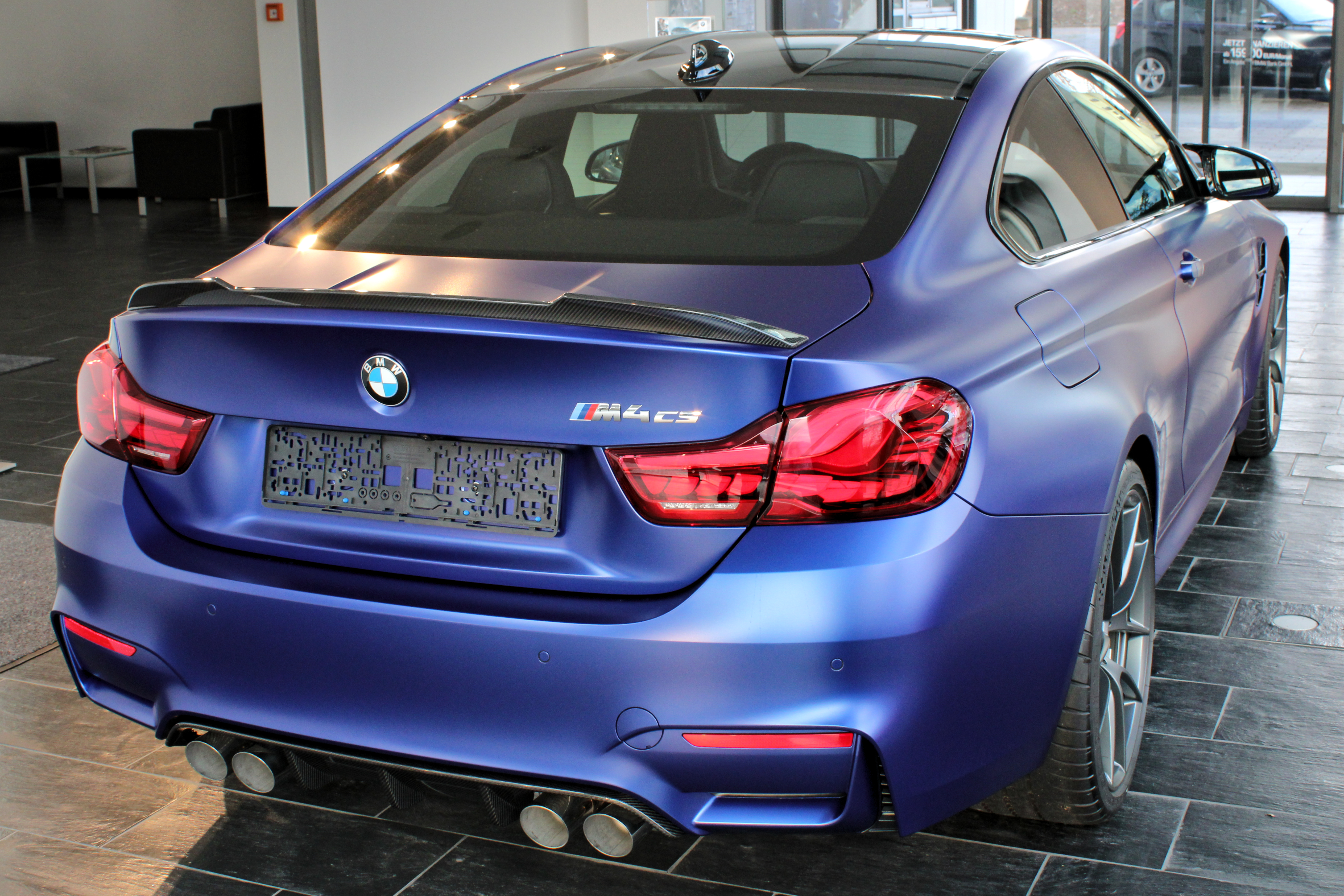
BMW M4 I CS

Na rynku aut sportowych zastępuje dwa bliźniacze modele; BMW M3 Coupe i BMW M3 Convertible. Chociaż samo nadwozie nie uległo dużej modyfikacji to sam producent zapewnia, iż wnętrze, sterowanie, silnik, skrzynia biegów, a także zawieszenie zostały poddane ulepszeniu. Sporo elementów zostało zastąpionych elementami wykonanymi z włókna węglowego, co zmniejsza ich zużycie oraz wagę auta.
Budzącym kontrowersję, a zarazem nowatorskim elementem będzie system nagłośnienia Active Sound Design, który poprzez wzmacniacz doprowadza dźwięk silnika do kabiny pasażerskiej poprzez głośniki.
W kwietniu 2014 roku BMW zaprezentowało model M4 pierwszej generacji w wersji kabriolet. Samochód napędzany jest benzynowym silnikiem R6 3,0 l Twin Power Turbo o mocy 431 KM. Auto ma składany elektrohydraulicznie dach (zmiana w kabriolet trwa 20 sek. i możliwa jest w czasie jazdy z prędkością do 18 km/h). BMW M4 Cabrio trafiło do salonów latem 2014 roku.
W październiku 2015 roku pokazano M4 GTS. Jest to limitowana do 700 egzemplarzy seria wyczynowego samochodu z homologacją drogową. Auto nie posiada tylnej kanapy, ale może być wyposażone w klatkę bezpieczeństwa i szelkowe pasy bezpieczeństwa. Samochód napędzany jest silnikiem 3.0 turbo o mocy 500 KM. 
W modelu M4 GTS, BMW zastosowało chłodzenie wodne intercoolera, które schładza powietrze dolotowe z 160 do 70 stopni Celsiusza. Dodatkowo, zastosowano wtrysk wody do kolektora ssącego. Woda poprzez odparowanie pozwala na kolejne ochłodzenie temperatury powietrza dolotowego (do 45 stopni Celsiusza).Dzięki temu zabiegowi podniesiono ciśnienie doładowania, a w konsekwencji, także moc silnika z 425 do 493 KM.Sposób chłodzenia powietrza doładowanego poprzez odparowywanie cieczy, i w konsekwencji zwiększenie przez to mocy wyjściowej, znany jest również z dragsterów serii Top Fuel (w ich przypadku jest to paliwo, nitrometan).
Oprócz poprzednika BMW M3 ma również BMW F30/F33.

## Druga generacja

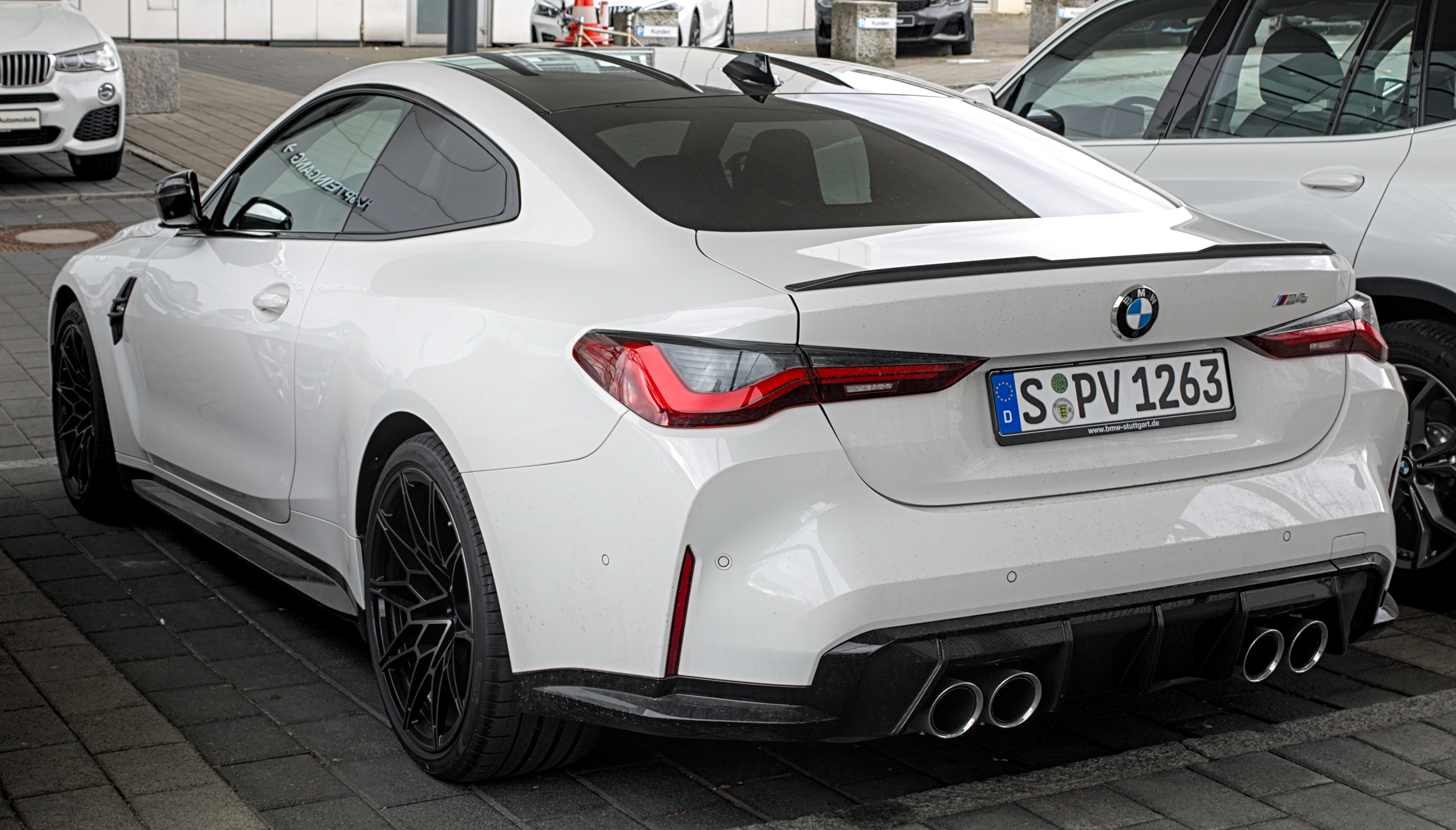
BMW M4 II - tył

BMW M4 II zostało zaprezentowane pod koniec 2020 roku. Samochód został oznaczony kodem fabrycznym G82. Polska premiera odbyła się 15 marca 2021 roku. Pierwsze jednostki tego modelu zaczęły być produkowane w listopadzie 2020 roku, a dostawy na świat rozpoczęły się na początku 2021 roku.